# Anna Pendleton Schenck
Anna Pendleton Schenck (8 de enero de 1874 — 29 de abril de 1915) fue una arquitecta estadounidense. Fue socia de Marcia Mead (1879-1967) y juntas establecieron el primer estudio arquitectónico femenino en la Ciudad de Nueva York en 1914.

## Biografía
Nació el 8 de enero de 1874, en Brooklyn, Nueva York, hija de Noah Hunt Schenck y Ann Pierce Pendleton.[cita requerida]
Asistió a la Universidad de Columbia y fue una de las primeras mujeres en graduarse. Luego estudió de forma privada con Aubertin en París. A su regreso trabajó como dibujante en varias oficinas de arquitectura de la ciudad de Nueva York y en 1914, formó la sociedad con Mead. 
Murió de neumonía el 29 de abril de 1915, en el Hospital de Nueva York.

## Carrera
Cuando Shenck y Marcia Mead formaron la sociedad  Schenck & Mead a inicios de 1914, fueron nombradas por el New York Times como "la primera empresa de arquitectos mujeres en Estados Unidos". Sin embargo aquel hito de hecho había sido puesto dos décadas antes por Gannon and Hands. Después de Schenck & Mead abrieran sus oficinas en Manhattan, recibieron varios trabajos que incluían una casa de verano y un bungalow. Trabajaron además sobre el problema habitacional urbano. Se especializaron en el diseño de conjuntos de viviendas que incluían parques, tiendas, áreas comunes y calles. Planearon trabajar de "el lado feminista" de las cosas, dándole prioridad a asuntos como armarios y canales de ropa, que ellas sentían que hacían una diferencia en las vidas de las mujeres pero era a menudo desatentido por arquitectos varones. 
En 1915, ganaron un concurso de arquitectura nacional auspiciado por el Club de la Ciudad de Chicago, para un centro barrial. Las bases del concurso permitían elegir a los participantes la ubiación del proyecto en cualquier ciudad del país. Las arquitectas eligieron un sitio en el Bronx, entre el Puente de Washington y el Parque del dique Macomb. 
En la misma época hicieron una propuesta de un grupo de casas para población de bajos recursos en Washington D.C, que sería conocido como "las casas en memoria de Ellen Wilson" en honor a la esposa del entonces presidente de Estados Unidos, Woodrow Wilson. El proyecto incluía un área de juegos, guardería diurna, lavanderías, sala de emergencias, hospital, cocina comunitaria, biblioteca y club a lo largo de las viviendas individuales.
Poco tiempo después de ganar el concurso de Chicago, Schenck falleció repentinamente de neumonía. Marcia Mead continuó trabajando en solitario en nombre de la sociedad.